# Akashi
Akashi (japanska: 明石市) är en stad i Hyōgo prefektur på södra Honshu i Japan. Staden har sedan 2002
status som speciell stad (japanska: 特例市?, Tokureishi) enligt lagen om lokalt självstyre.

Akashi var en viktig stad under 1700-talet, mestadels tack vare Akashi slott.

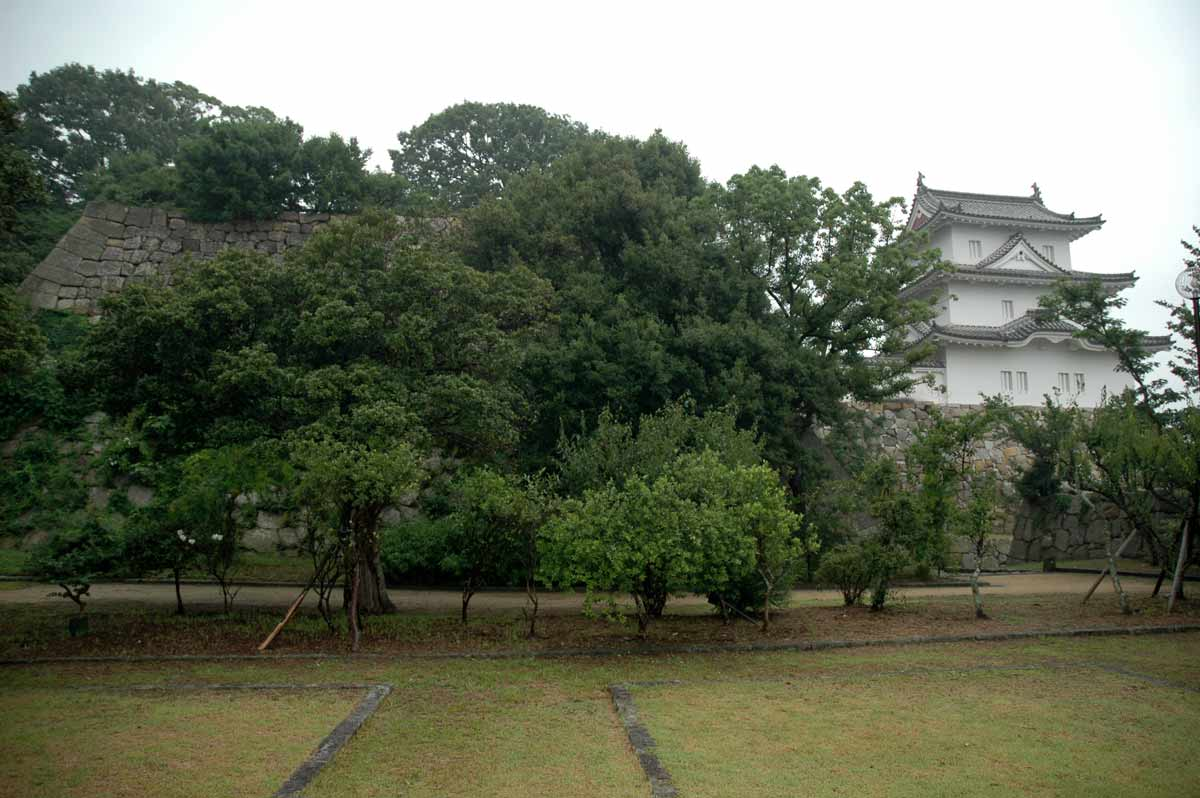
Akashi slott

Akashi ligger precis på longituden 135 grader östlig som man utgår från när man bestämmer Japansk normaltid (JST). 
Akashi är extra känt för akashiyaki(明石焼き), en sorts takoyaki. Denna rätt består av små, panerade och friterade bitar av bläckfisk som sedan ofta doppas i en tunn soppa.
Den 17 januari 1995 klockan 5:46 drabbades området av en stor jordbävning; i Akashi uppskattats antalet döda till 26 och antalet skadade till cirka 2 000.

## Stadssymboler
Stadssymbolen valdes 1921. Akashis stadsblomma, krysantemum och stadsträdet, osmanthus fragrans, valdes 1969, då staden firade 50-årsjubileum.

## Kommunikationer
JR Sanyo-linjen har fem stationer i Akashi, varav en, Nishi-Akashi, även är station för Sanyo Shinkansen.
Järnvägsbolaget Sanyō Denki Tetsudō (Sanyo Electric Railway) har en linje genom Akashi med tolv stationer.

## Vänorter
- Vallejo, USA (1968)
- Mushaku, Kina (1981)